# Цистерціанське абатство в Могилі
50°03′52″ пн. ш. 20°03′09″ сх. д. / 50.064444° пн. ш. 20.0525° сх. д.
 Цистерціанське абатство — монастир і костел Успіння Пресвятої Діви Марії і св. Вацлава, розташоване у східній частині Кракова у 18-му районі на вулиці Клашторній, 11, у Могилі.

## Історія
Початковим місцем розташування монастиря мало бути Качице, розташоване поблизу Сломників. Через кілька років засновник звільнився з цього місця і обмінявся з кимось із родини на т. зв. «Поле св. Вацлава». Цистерціанці прийшли до Могили в 1222 році з монастиря в Любонжі в Нижній Сілезії. Туди їх привіз краківський єпископ Іво Одровонж. Вершиною праці монахів стало зведення храму Успіння Богоматері та св. Мученика Вацлава (можливо, цей заклик відноситься до ранішої назви цього місця «Св. Вацлава») і монастир, що зберігся донині. Історія не оминула монастир історичними переживаннями. У 13 столітті воно було спустошено татарськими нападами та нашестям шведів у 17 столітті. Це місце пов'язане з історією Польщі.
На підставі Вшовського конкордату, укладеного зі Святим Престолом у 1737 році, польські королі мали право призначати тут наказних абатів.
Тут були правителі, такі як князь Болеслав V Соромязливий і його дружина св. Кінга, королі Казимир ІІІ Великий (за його сприяння було розширено монастирські обителі), Владислав ІІ Ягайло з королевою св. Ядвігою. Тут також зупинялися Сигізмунд I Старий і королева Бона з сином Зигмунтом II Августом, Стефан Баторій, Максиміліан III Габсбург, Сигізмунд III Ваза, Міхал Корибут Вишневецький, цар Олександр I Романов і його брат великий князь Костянтин.
А з діячів культури, мистецтва та науки тут були: Якуб із Парадижа, Анджей Галка, Станіслав Самострільник, Томаш Долабелла, Войцех Богуславський, Ципріан Каміль Норвід, Ян Матейко, Юзеф Шуйський, Владислав Лущкевич, Вітольд Прушковський, Адам Хмільовський, Станіслав Виспянський.Від заснування монастиря і донині його господарями є цистерціанці.

При абатському костелі (з 1970 р. має статус малої базиліки) знаходиться каплиця Святого Хреста. Парафіяльним костел став лише в 1851 році, раніше в ньому служили лише монахи, і вірні мали доступ до неї лише кілька разів на рік.
Могилянськими абатами були: Пьотр з Люб'яжа, Ян Стехір, Пьотр Гіршберг, Еразм Чьолек, Вавжинець Ґошліцький, Марцін Бялобжеський, Павел П'ясецький, Павел Волуцький, Ян Казімеж Денхофф, Станіслав Шембек, Кшиштоф Антоні Шембек, Міхал Шембецький Міхандерський, Ян Куч, Міхал Водзіцький, Ян Канти Водзіцький, Ян Баптист Шиндлер.

## Виноски
1. 1 2  Реєстр пам'яток
2. ↑  Historia Kościoła w Polsce, t. 1, cz. 2, Poznań-Warszawa 1974, s. 431.